# Stellberg (Wolferts)
Der Stellberg ist ein 727,4 m ü. NHN hoher Berg in der Rhön in Hessen (Deutschland). Er erhebt sich östlich von Wolferts, einem Ortsteil von Dipperz und südlich von Kleinsassen, einem Ortsteil von Hofbieber. Nachbarberge sind die Maulkuppe im Süden und die Milseburg im Osten, von der er durch das Tal der oberen Bieber getrennt ist. Naturräumlich gehört der Stellberg zur Milseburger Kuppenrhön. Seine unteren Hänge sind teilweise bewaldet. Hier befinden sich auch Wiesen der Höfe Vorderstellberg auf der Nordwestseite beziehungsweise Hinterstellberg auf der Ostseite und Giegenberg im Süden. Der bewaldete Gipfelbereich ist Naturschutzgebiet mit einigen Blockhalden. Das Gelände ist mit Wanderwegen des Rhönklubs touristisch erschlossen. Vom Gipfel reicht die Aussicht oberhalb einer Blockhalde weit nach Westen bis zum Vogelsberg und bei guter Fernsicht auch bis zum Taunus.

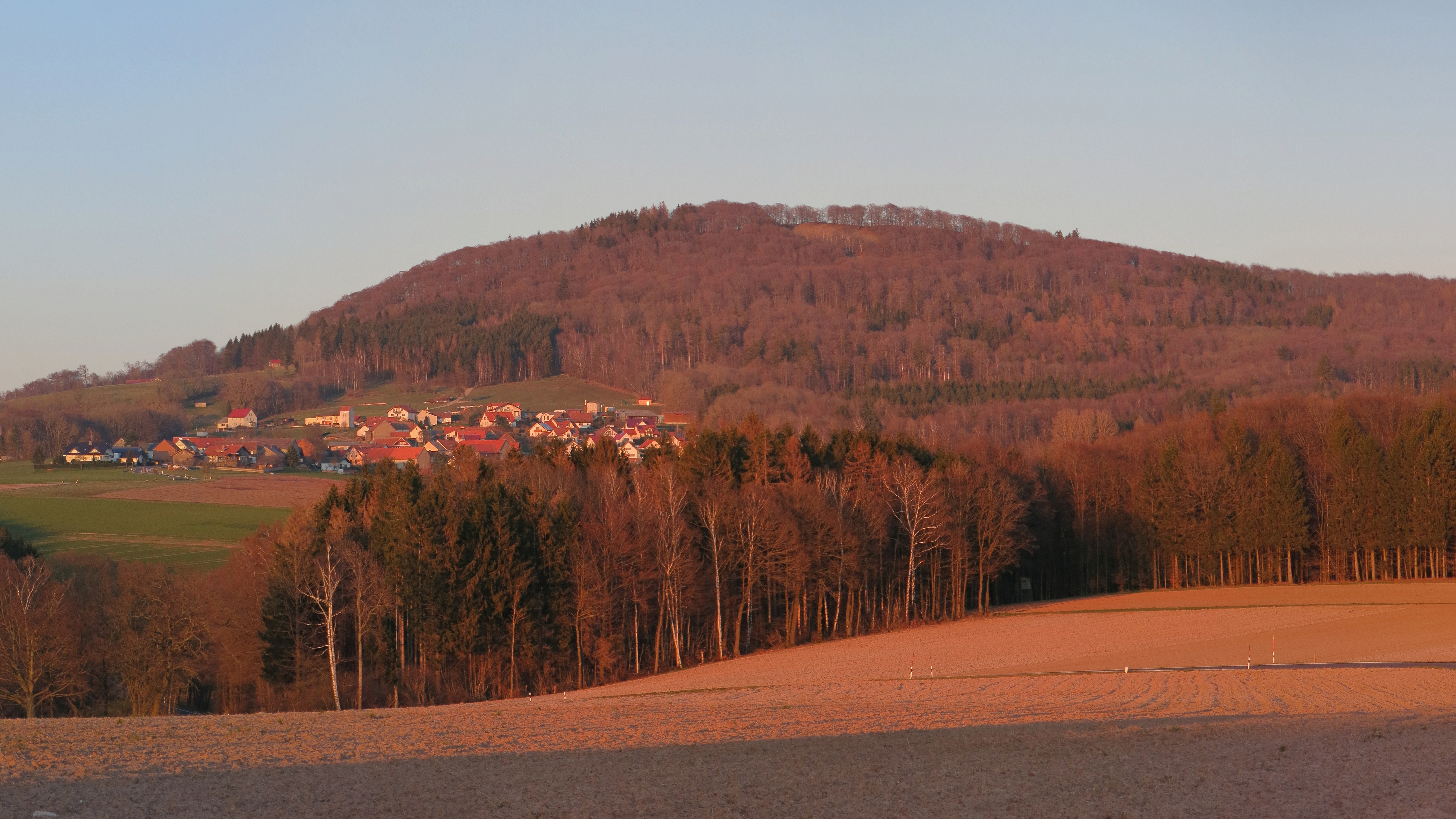
Stellberg von Westen
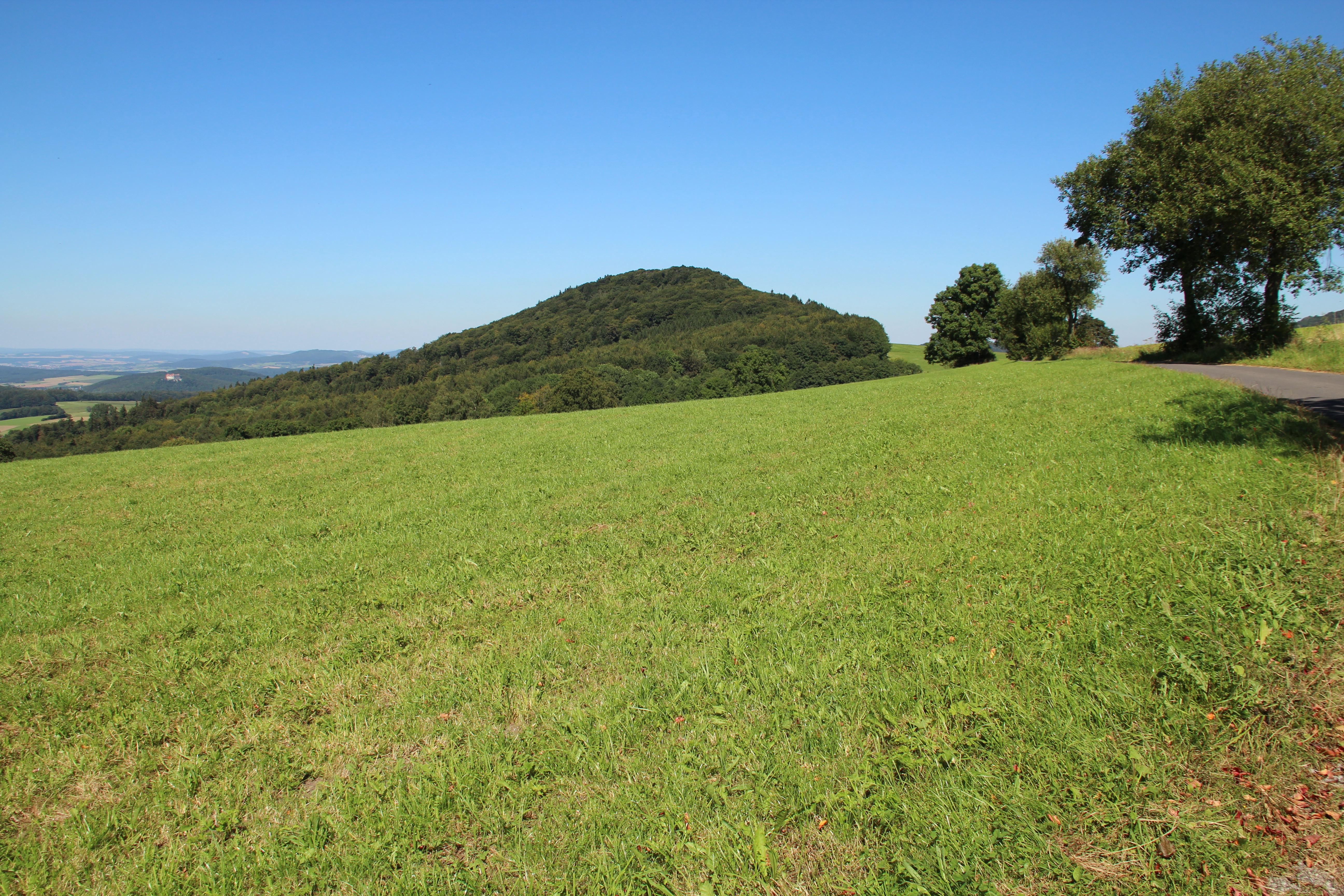
Südseite
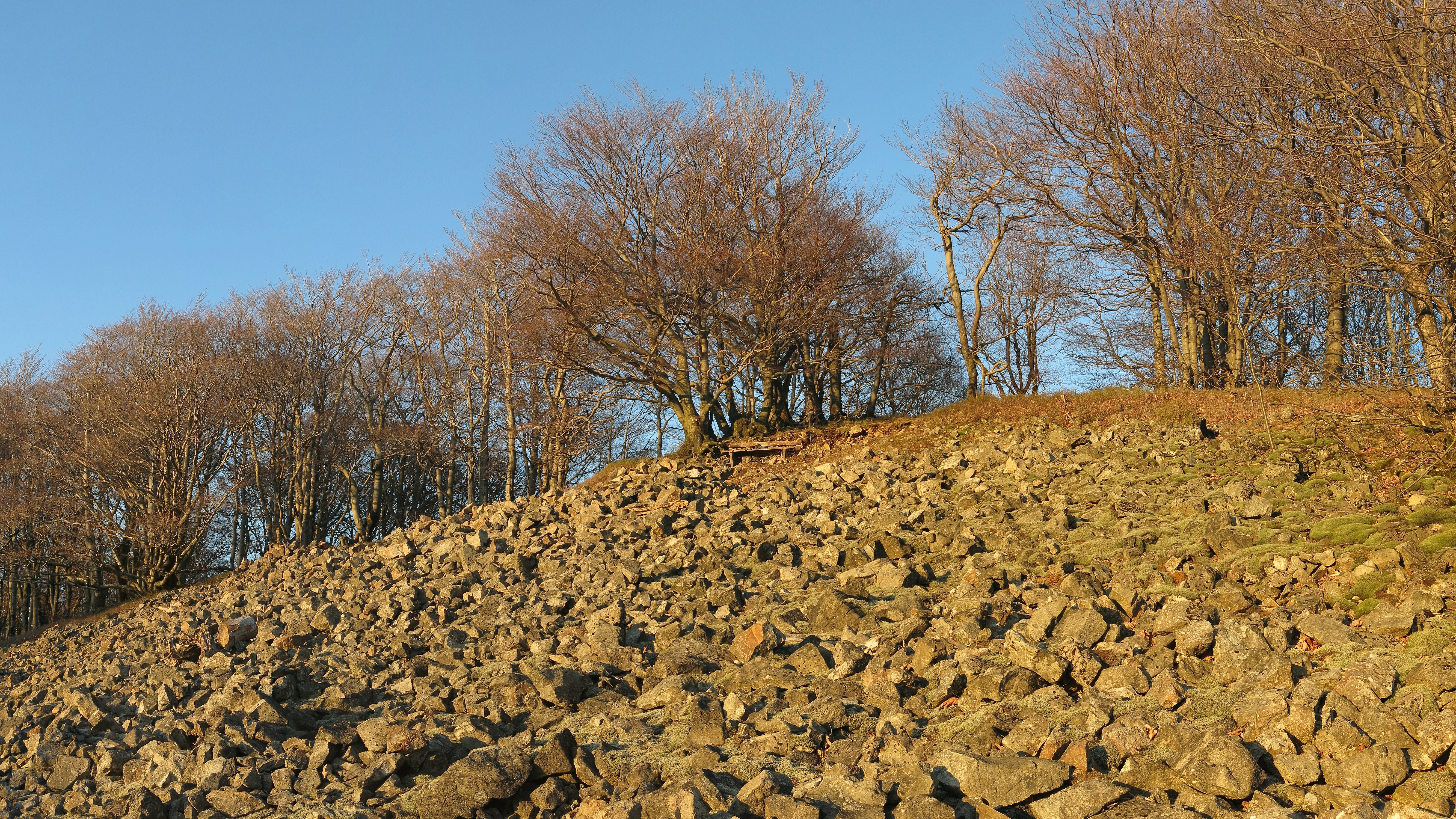
Blockhalde
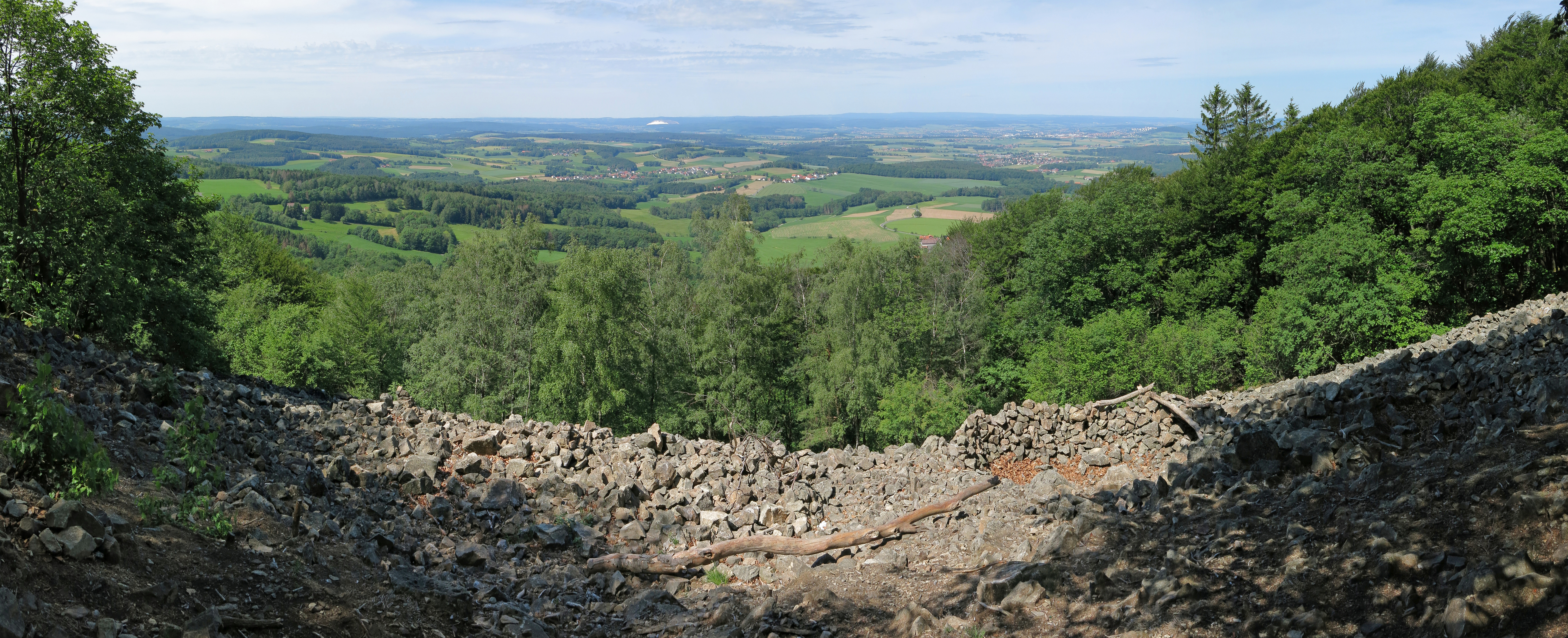
Ausblick nach Westen